# Коциле (Пистоја)
Коциле је насеље у Италији у округу Пистоја, региону Тоскана.
Према процени из 2011. у насељу је живело 55 становника. Насеље се налази на надморској висини од 396 м.